# Prudent Joye
Prudent Joye (Francia, 15 de diciembre de 1913-1 de noviembre de 1980) fue un atleta francés especializado en la prueba de 400 m vallas, en la que consiguió ser campeón europeo en 1938.

## Carrera deportiva
En el Campeonato Europeo de Atletismo de 1938 ganó la medalla de oro en los 400 m vallas, llegando a meta en un tiempo de 53.1 segundos que fue récord de los campeonatos, por delante del húngaro József Kovács (plata con 53.3 segundos) y el sueco Kell Areskoug (bronce con 53.6 segundos).